# Halofil

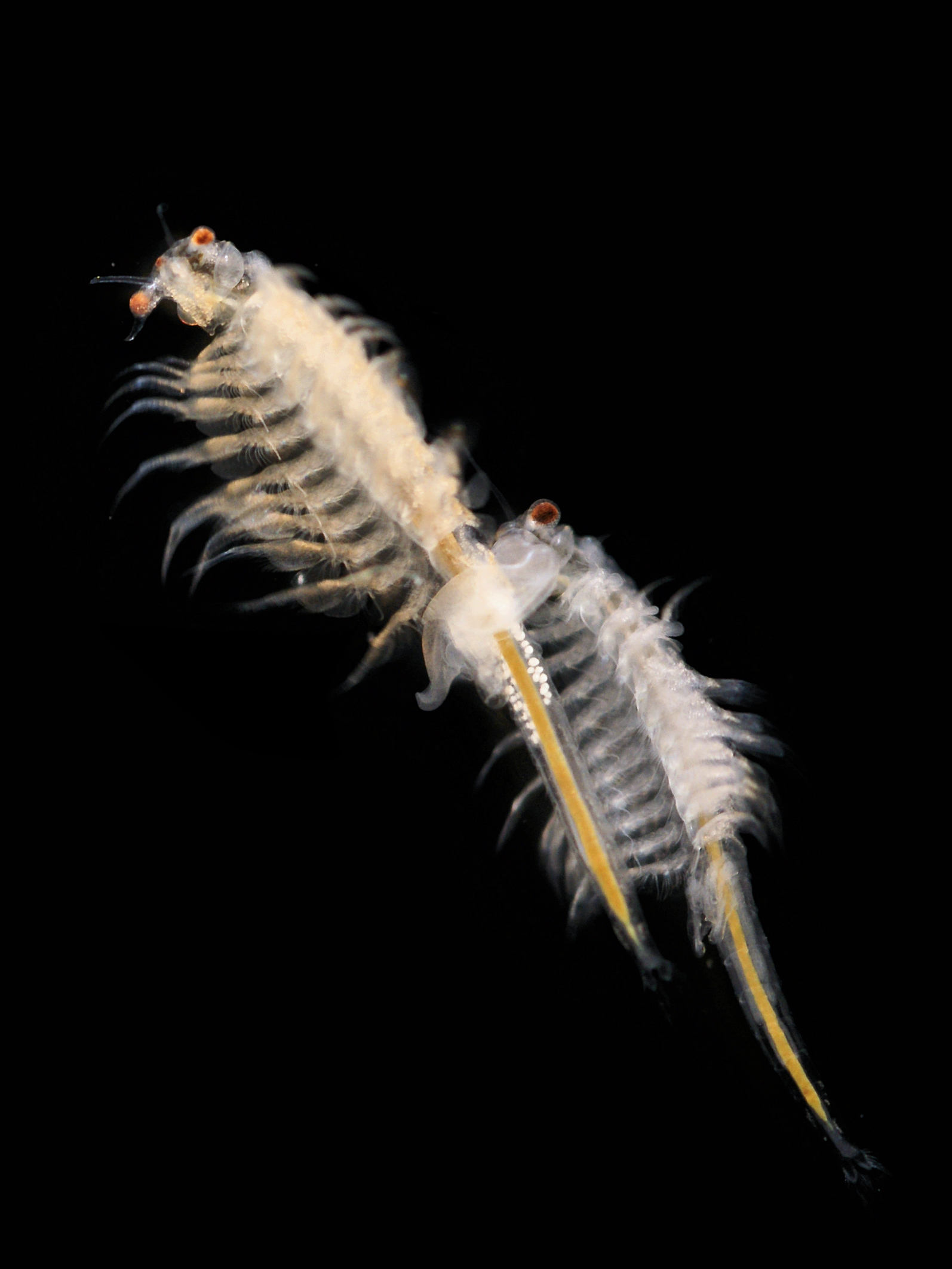
Artemia salina

Halofil je extrémofilní organismus, který žije v prostředí s vysokou koncentrací solí. K halofilům patří zejména mnohá archea, jako jsou Haloarchaea (Halococcus, Halobacterium), ale i některé bakterie či dokonce eukaryota (jako řasa Dunaliella salina).
Extrémní halofilové se vyskytují například v Mrtvém moři či ve Velkém solném jezeře, kde jsou koncentrace solí velmi vysoké (až 25 % NaCl). Tyto organismy často vyžadují soli pro svůj růst a bez nich buňky praskají. Některá Haloarchaea dávají díky svým barvivům, tzv. bakteriorodopsinům, červenou barvu okolní vodě. Tyto pigmenty pohlcují světlo a vytváří protonový gradient pro syntézu ATP. Jedná se o typ fotofosforylace, ačkoliv celý jev není fotosyntetický. Jinak se totiž jedná o heterotrofy, které ovládají i normální způsob respirace.